# 里沃利戰役
里沃利會戰（法語：Bataille de Rivoli）發生於1797年1月14日到15日，這場戰役對法國在義大利戰場的形勢而言是場決定性勝利，拿破崙率領2萬法軍擊敗人數多於己方的奧軍，阻止他們第四次也是最後一次救援曼圖亞的企圖。里沃利會戰進一步證明了拿破崙指揮作戰的才能，並導致法國佔領義大利北部。
現今巴黎的里沃利大街以此戰役命名。